# Югославия на зимних Олимпийских играх 1928
Королевство сербов, хорватов и словенцев принимало участие в Зимних Олимпийских играх 1928 года в Санкт-Морице (Швейцария) во второй раз за свою историю, но не завоевала ни одной медали. Как и на предыдущей Олимпиаде, сборную представляли только лыжники.

## Результаты

### Лыжные гонки
| Дистанция | Спортсмен      | Результат | Результат |
| Дистанция | Спортсмен      | Время     | Место     |
| --------- | -------------- | --------- | --------- |
| 18 км     | Борис Режек    | 2:28:44   | 42        |
| 18 км     | Янко Янша      | 2:19:54   | 40        |
| 18 км     | Петар Клофутар | 2:14:08   | 39        |
| 18 км     | Йошко Янша     | 2:01:14   | 26        |
| 50 км     | Стане Бервар   | 6:46:48   | 30        |
| 50 км     | Янко Янша      | 6:34:59   | 29        |
| 50 км     | Стане Кмет     | 6:32:07   | 28        |
| 50 км     | Йошко Янша     | 5:58:09   | 23        |